# Johannesburg-Stadion
Das Johannesburg-Stadion (englisch Johannesburg Stadium; afrikaans Johannesburgstadion) ist ein Rugby- und Fußballstadion mit Leichtathletikanlage im Stadtteil Doornfontein der größten südafrikanischen Stadt Johannesburg, Provinz Gauteng. 

## Geschichte
Die 1992 eröffnete Anlage auf 37.000 m² Fläche, inklusive Aufwärmplatz, Parkplätze und Fußwege, war ursprünglich als Leichtathletikstadion konzipiert, es wird aber auch für Fußball und Rugby genutzt. Sie liegt östlich des Stadtzentrums, rund 500 Meter nördlich des Ellis-Park-Stadion, heute Emirates Airline Park. Es sind gegenwärtig 36.000 Sitzplätze verfügbar und die Haupttribüne wird von einem Dach überspannt. Zum weiteren Gelände gehören darüber hinaus die Mehrzweckhalle Ellis Park Arena mit 6.300 Plätzen, ein Freibad und eine Tennisanlage. Im September 1998 war das Johannesburg-Stadion Austragungsort des 8. Leichtathletik-Weltcups. Ein Jahr später wurden die Leichtathletikwettbewerbe sowie das Endspiel im Fußball der Afrikaspiele 1999 im Stadion ausgetragen. 2002 wurde die Ellis Park Stadium (Pty) Ltd. Betreiber des Stadions. Damals bot es 37.500 Sitzplätze bei Sportveranstaltungen und fasste bis zu 65.000 Zuschauer bei Konzerten. Das Stadion verfügt über 39 Suiten, zwei Veranstaltungssuiten sowie eine Präsidentensuite. Alle Suiten verfügen über eine Glasfront mit Sitzmöglichkeiten im Freien und bieten den Besitzern einen Blick auf das Spielfeld und die Laufbahn.
Der Fußballverein Orlando Pirates trägt seine Partien im Orlando Stadium (40.000 Plätze) und die Rugby-Union-Mannschaft der Golden Lions ist im großen Emirates Airline Park mit 60.000 Plätzen beheimatet. Das Johannesburg-Stadion nutzen die beiden Clubs als Trainingsgelände. Des Weiteren kann es für andere Veranstaltungen wie Konzerte, Boxen, Ringen, Ausstellungen, Bankette, Kunst- und Kulturfestivals und anderen Gemeinschaftsveranstaltungen oder Schulwettbewerbe genutzt werden.